# Begonia malabarica
Espèce
Synonymes
- Begonia fallax A.DC.[1]
- Begonia hydrophila Miq.[1]
- Begonia malabarica var. hydrophila C.B.Clarke[1]
- Begonia rubrosetulosa (Hassk.) A.DC.[1]
- Diploclinium lindleyanum Wight[1]
- Mitscherlichia rubrosetulosa Hassk.[1]

Begonia malabarica est une espèce de plantes de la famille des Begoniaceae. Ce bégonia est originaire d'Asie du Sud. L'espèce a été décrite en 1785 par Jean-Baptiste de Lamarck (1744-1829). L'épithète spécifique malabarica signifie « de la côte de Malabar », en Inde.

## Description

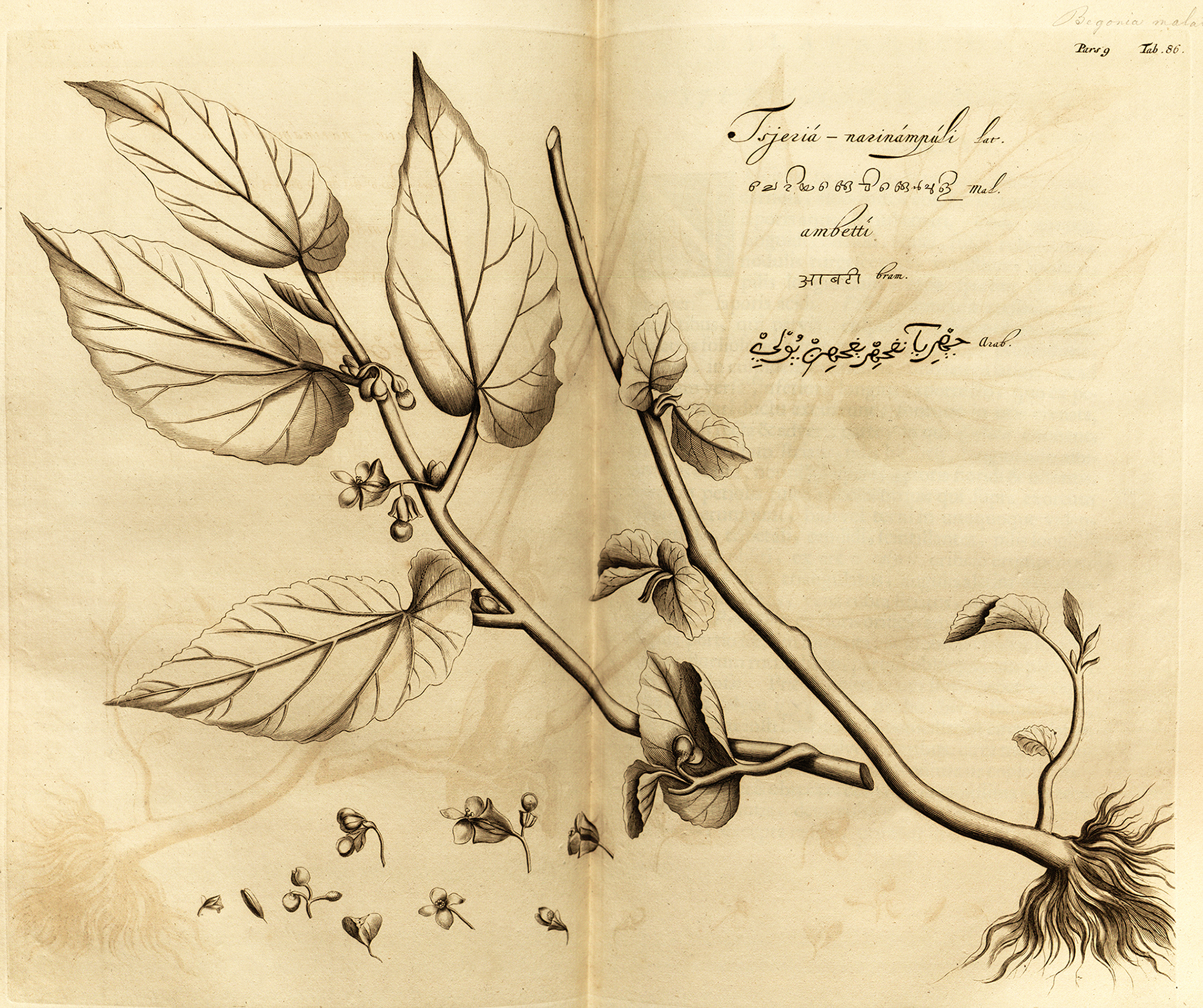
Planche botanique vers 1689
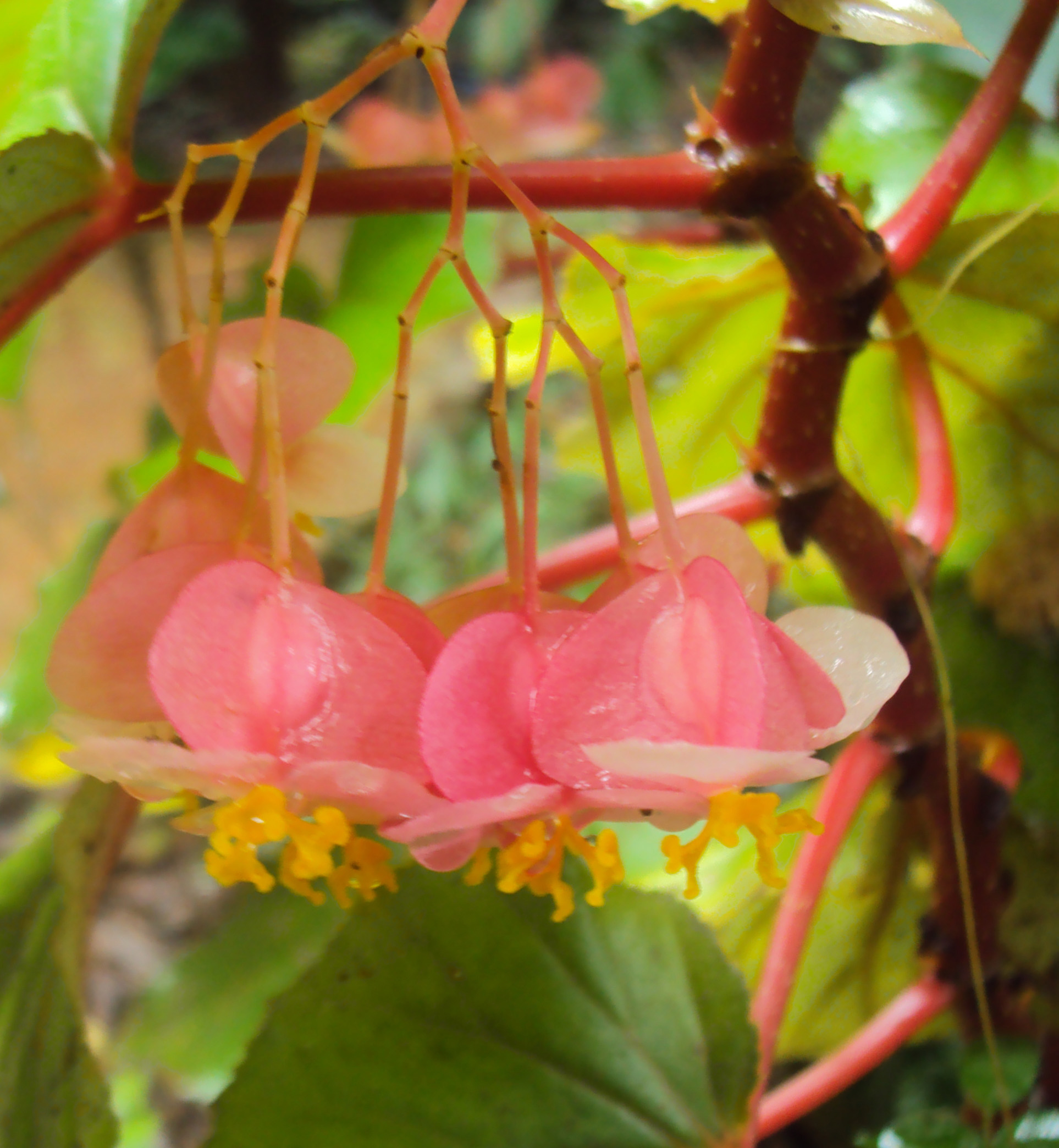
Inflorescence avec fleurs femelles

## Répartition géographique
Cette espèce est originaire des pays suivants : Inde ; Sri Lanka.

## Liste des variétés
Selon Tropicos (20 février 2017) (Attention liste brute contenant possiblement des synonymes) :
- variété Begonia malabarica var. dipetala (Graham) C.B. Clarke
- variété Begonia malabarica var. hydrophila C.B. Clarke
- variété Begonia malabarica var. malabarica
- variété Begonia malabarica var. rheedii A. DC.